# گرکه
گرکه نوعی محلی از میوه خربزه است که در ایران تنها در مناطق کردنشین کشت می‌شود. گرکه به صورت دیم‌کاری و آبی کشت می‌گردد. نوع دیمی آن از طعم و رنگ و بوی خاصی برخوردار است که در نوع آبی آن این خواص کمتر دیده می‌شود. طعم این میوه شیرین و ترش بوده و به مراتب از خربزه خوش‌طعم و خوش‌بو تر است. میوه گرکه تنها در تابستان (مرداد-شهریور) برداشت شده و تنها در این فصل موجود است. این میوه از حیث اندازه و رنگ و طعم با گرمک متفاوت است.
یکی از ویژگی‌های این میوه، رنگ و اندازه‌های متفاوت آن است که هیچ‌یک یک رنگ و یک اندازه نیستند. میوه فصلی گرکه عمدتاً در شهرهای کردنشین جنوب استان آذربایجان غربی و استان کردستان و بخشی از استان کرمانشاه و ایلام کاشته می‌شود. در زبان فارسی به این میوه، خربزه محلی یا کوهی نیز گفته می‌شود.آغوطمان و قالو رسول آغا در بوکان از روستاهایی هستند که بخاطر گرکه مشهورند.